# Antonio Cabrera (Radsportler)
Antonio Roberto Cabrera Torres (* 10. November 1981) ist ein chilenischer Radrennfahrer.
Im Straßenradsport wurde Cabrera  2004 chilenischer Vizemeister im Einzelzeitfahren und gewann 2011 bei zwei Etappen der Vuelta Ciclista de Chile.
Auf der Bahn gewann Cabrera bei den Panamerikaspielen 2003 mit dem chilenischen Bahnvierer in der Mannschaftsverfolgung die Goldmedaille. In derselben Disziplin wurde er 2012 Panamerikameister. Weitere Panamerikatitel gewann er 2011 und 2012 im zusammen mit Christopher Mansilla im Madison. Zusammen mit Marco Arriagada gewann Cabrera 2007 das Sechstagerennen in Aguascalientes.

## Erfolge

### Straße
2007
- Mannschaftszeitfahren Vuelta Ciclista Lider al Sur

2011
- zwei Etappen Vuelta Ciclista de Chile

2012
- Mannschaftszeitfahren Vuelta Ciclista de Chile

### Bahn
2003
- Panamerikaspiele – Mannschaftsverfolgung (mit Marco Arriagada, Enzo Cesario und Luis Sepúlveda)

2007
- Sechstagerennen Aguascalientes mit Marco Arriagada

2011
- Panamerikaspiele – Mannschaftsverfolgung (mit Gonzalo Miranda, Pablo Seisdedos und Luis Sepúlveda)
- Panamerikameisterschaft – Madison (mit Christopher Mansilla)

2012
- Panamerikameisterschaft – Mannschaftsverfolgung (mit Gonzalo Miranda, Pablo Seisdedos und Luis Sepúlveda)
- Panamerikameisterschaft – Madison (mit Christopher Mansilla)

2017
- Panamerikameisterschaft – Punktefahren

2019
- Panamerikameisterschaft – Zweier-Mannschaftsfahren (mit Matias Arriagada)